# Franz Straube
Franz Straube (* 9. Mai 1920 in Obergreißlau; † 2009) war ein deutscher Fußballspieler, der meist als Außenverteidiger oder Libero eingesetzt wurde und dessen größter Erfolg der Aufstieg in die DDR-Oberliga mit der BSG  Fortschritt Weißenfels war.

## Laufbahn
Mit dem Fußballspielen begann Straube in der Jugend von Teutonia Langendorf, für die er als 17-Jähriger auch in der ersten Mannschaft antrat. Während dieser Zeit erlernte Straube den Beruf des Zuschneiders in einer Weißenfelser Schuhfabrik. In Langendorf tat sich Straube als beidfüßiger und variabler Spieler hervor, der schon bald das Interesse anderer Vereine weckte. So dauerte es nicht lange, bis er sich dem TSV Leuna anschloss und in seinem Jahr dort dem mehrmaligen deutschen Meister VfB Leipzig auffiel.
1938 wechselte Straube zu den Sachsen und fasste dort schnell Fuß. Er galt als großes Verteidiger-Talent und wurde oft als eleganter, technisch beschlagener Spieler beschrieben. Beim VfB spielte Straube bis 1940 zusammen mit Spielern wie Erich Thiele oder Gerhard Richter aus der Pokalsieger-Elf von 1936 in der Gauliga Sachsen.
Im Oktober 1940 wurde Straubes sportliche Karriere jäh unterbrochen als er zum Kriegsdienst eingezogen wurde. Zwar konnte er noch ein halbes Jahr an seinem Standort in Naumburg in einer Soldatenmannschaft spielen, doch wurde er bald darauf nach Jugoslawien und Griechenland geschickt, wo er bis 1944 stationiert war. Dort wurden die Möglichkeiten in einer Mannschaft Fußball zu spielen immer seltener. Nur manchmal bot sich noch im Raum Belgrad die Gelegenheit mit anderen Spielern des VfB Leipzig in einer Soldatenmannschaft zu spielen.
Aufgrund mehrfacher Malaria-Erkrankung dauerte es bis zu Beginn des Jahres 1945 ehe Straube an der Ostfront eingesetzt werden sollte. Straubes Regiment kam aber nur bis zum Länderdreieck Tschechien/Slowakei/Ungarn, wo Straube am 1. Osterfeiertag 1945 durch einen Bauchschuss verwundet wurde. Schließlich geriet er an seinem 25. Geburtstag, dem 9. Mai 1945, auf tschechoslowakischem Boden in Gefangenschaft.

Straube verbrachte seine Gefangenschaft bei Nowgorod und wurde meist als Holzfäller eingesetzt. Am 9. Mai 1947 erhielt er seine Entlassungspapiere und drei Wochen später war Straube wieder in Langendorf.
Es dauerte ein Jahr bis Straube körperlich wieder fit genug war, um in der ersten Mannschaft von Weißenfels eingesetzt werden zu können. Danach fand er aber schnell wieder zu seinem Spiel und erreichte in der Saison 1949/50 mit den Weißenfelsern überraschend das Viertelfinale des FDGB-Pokals. Dort scheiterte man knapp am späteren Sieger SG Eisenhüttenwerk Thale.

Straubes individuelle Klasse – zu seinen besonderen Stärken zählten direkte Freistöße – spiegelte sich auch in regelmäßigen Nominierungen für die Länderauswahl von Sachsen-Anhalt sowie der Berücksichtigung in der Auswahlelf der Ostzone unter Helmut Schön wider. Anfang der 1950er waren mehrere Vereine an dem Obergreißlauer interessiert, darunter Horch Zwickau, Wuppertaler SV, TSG Ulm 1846 oder Hertha BSC, doch schlussendlich blieb Straube Weißenfels treu.
Diese Treue sollte sich 1955 schließlich auszahlen, als Straube zusammen mit Fortschritt Weißenfels in die DDR-Oberliga aufstieg. Völlig genießen konnte Straube diesen Erfolg allerdings nicht, denn zu dieser Zeit wurde er wegen Hehlerei angeklagt – Straube hatte das Diebesgut eines Freundes transportiert – und zu zwei Jahren Haftstrafe verurteilt. Straube wurde zwar nachträglich rehabilitiert, doch die zwei Jahre, die er im Gefängnis saß, blieben ihm verloren. So kam es, dass Straube erst 1957 sein Debüt in der Oberliga gab und bis zu seinem Karriereende 1959 nur auf 48 Einsätze und 3 Treffer kam.
Nach dem Karriereende absolvierte Straube zwischen 1964 und 1967 ein Sportlehrer-Studium und war viele Jahre im Kreisvorstand des DTSB Weißenfels tätig. Zudem engagierte er sich lange Zeit als Nachwuchstrainer, war aber auch zeitweise für den in der Kreisklasse antretenden Weißenfelser Stadtteilverein SV Uichteritz als Trainer tätig. Im Mai 1995 wurde er mit der Ehrennadel in Gold des Fußballverbandes Sachsen-Anhalt ausgezeichnet. 2009 verstarb Straube im Alter von 89 Jahren.